# Nam Đẩu

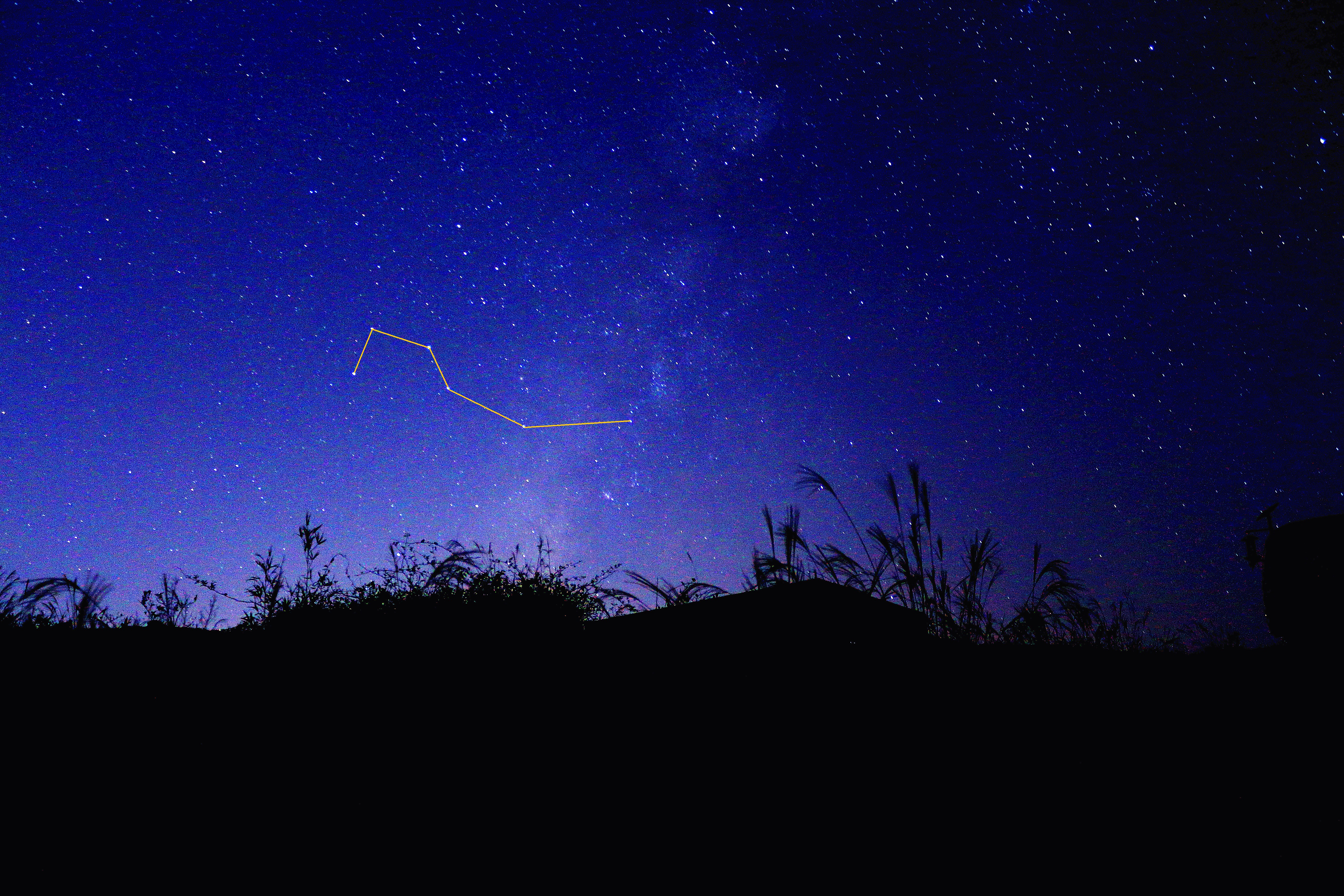
Chòm sao Nam Đẩu (hình chụp ngày 26/10/2013 tại Đồng An

Chòm sao Nhân Mã

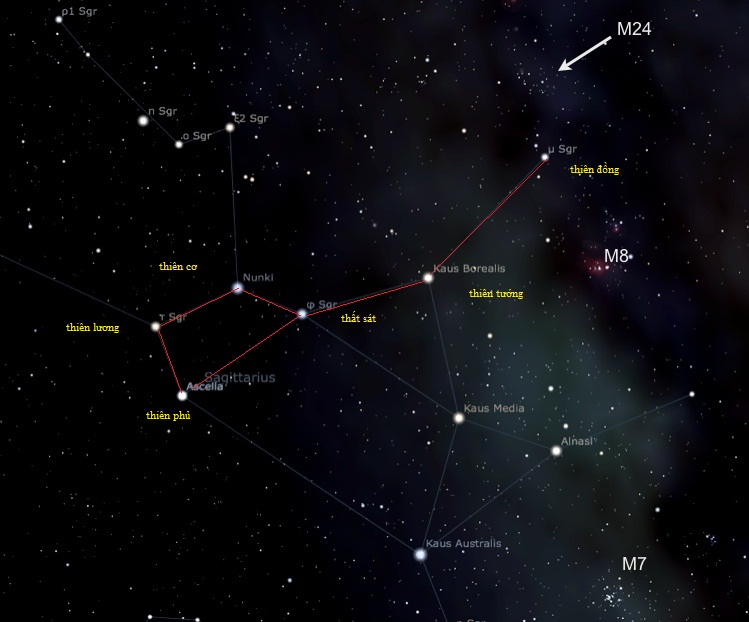
Dựa trên wiki và tổng hợp lại bằng paint

Sao Nam Đẩu còn gọi là Nam Đẩu tinh hoặc tên tiếng Trung Quốc đầy đủ Nam Đẩu lục tinh (南斗六星) là một mảng sao gồm sáu ngôi sao trên bầu trời Nam bán cầu.
Mảng các ngôi sao này tạo nên hình ảnh giống cái đấu (đẩu) hay cái gàu sòng hoặc cái thùng, thìa và nằm ở hướng Nam, ngược hướng lại với chòm sao Bắc Đẩu. Người Trung Quốc cổ đại xếp chòm sao này vào Nhị thập bát tú và theo thần thoại Trung Hoa, có 6 vị thần tương ứng với 6 ngôi sao chòm Nam Đẩu này, và gọi chung là Nam Đẩu tinh quân, hay là Nam Tào (đừng nhầm lẫn với sao Nam Tào)
| Tên sao (Tinh quân) | Tên thứ tự thiên văn | tên thứ tự chiêm tinh | Tên Hán | Tên sao (phương tây) (tên riêng)  | Ký hiệu theo Bayer (tên thiên văn) | Cấp sao biểu kiến | Cự li |
| ------------------- | -------------------- | --------------------- | ------- | --------------------------------- | ---------------------------------- | ----------------- | ----- |
| Thất Sát            | Đẩu túc tam          | 南斗六 Nam Đẩu 6      | 七殺星  | Nu Sagittarii (Ain al Rami)       | φ Sgr                              | +3.86             | 5000  |
| Thiên Tướng         | Đẩu túc nhị          | 南斗五 Nam Đẩu 5      | 天相星  | Lambda Sagittarii (Kaus Borealis) | λ Sgr                              | +2.81             | 74    |
| Thiên Đồng          | Đẩu túc nhất         | 南斗四 Nam Đẩu 4      | 天同星  | Mu Sagittarii (Polis)             | μ Sgr                              | +3.17             | 240   |
| Thiên Cơ            | Đẩu túc tứ           | 南斗三 Nam Đẩu 3      | 天機星  | Sigma Sagittarii (Nunki)          | σ Sgr                              | +2.02             | 210   |
| Thiên Lương         | Đẩu túc ngũ          | 南斗二 Nam Đẩu 2      | 天梁星  | Tau Sagittarii (Hecatebolus)      | t Sgr                              | +3.32             | 74    |
| Thiên Phủ           | Đẩu túc lục          | 南斗一 Nam Đẩu 1      | 天府星  | Zeta Sagittarii (Ascella)         | ζ Sgr                              | +2.60             | 82    |

### Nam Đẩu tinh quân
6 vị Nam Đẩu tinh quân (南斗星君), (còn gọi là Nam Tào, nhưng đừng nhầm lẫn với sao Nam Tào) tương ứng với 6 ngôi sao chòm Nam Đẩu, bao gồm:
- Đệ nhất Thiên Phủ cung: Ty Mệnh tinh quân
- Đệ nhị Thiên Lương cung: Ty Lộc tinh quân
- Đệ tam Thiên Cơ cung: Duyên Thọ tinh quân
- Đệ tứ Thiên Đồng cung: Ích Toán tinh quân
- Đệ ngũ Thiên Tướng cung: Độ Ách tinh quân
- Đệ lục Thất Sát cung: Thượng Sinh tinh quân